# مدحی لحسن
مدحی لحسن (انگلیسی: Medhi Lacen؛ زاده ۱۵ مهٔ ۱۹۸۴) یک بازیکن فوتبال اهل فرانسه-الجزایر است. او برای تیم ملی فوتبال الجزایر و باشگاه ختافه اسپانیا بازی می کند.
او به زبان های فرانسوی و اسپانیای مسلط است.